# Kanton Les Matelles
Kanton Les Matelles (francouzsky Canton des Matelles) je francouzský kanton v departementu Hérault v regionu Languedoc-Roussillon. Tvoří ho 14 obcí.

## Obce kantonu
- Cazevieille
- Combaillaux
- Les Matelles
- Murles
- Prades-le-Lez
- Saint-Bauzille-de-Montmel
- Saint-Clément-de-Rivière
- Sainte-Croix-de-Quintillargues
- Saint-Gély-du-Fesc
- Saint-Jean-de-Cuculles
- Saint-Mathieu-de-Tréviers
- Saint-Vincent-de-Barbeyrargues
- Le Triadou
- Vailhauquès